# Hoplodrina atlantis
Hoplodrina atlantis är en fjärilsart som beskrevs av Hans Zerny 1934. Hoplodrina atlantis ingår i släktet Hoplodrina och familjen nattflyn. Inga underarter finns listade i Catalogue of Life.